# Apis nigrocincta
Apis nigrocincta ist eine der neun Arten Honigbienen. Sie kommt auf Mindanao (Philippinen) sowie auf Sulawesi und den Sangihe-Inseln (Indonesien) vor.
Wie die nahe verwandte Art Apis cerana baut Apis nigrocincta ihre Nester in Höhlen. Zwischen den nahe verwandten Arten gibt es feine Unterschiede in der Morphologie und in den Genen von Zellkern und Mitochondrien sowie im Verhalten.
In Gebieten, in denen A. cerana und A. nigrocincta zusammen leben, können sie durch Farbe und Größe unterschieden werde: A. cerana ist verhältnismäßig dunkler und kleiner, während A. nigrocincta eher größer ist und eine gelbliche Clypeus (Stirnplatte) hat.
Auch die Form der Waben unterscheiden sich: Die Öffnung der Drohnenzellen A. cerana ist mit einem Wachsdeckel verschlossen. In dem Stock von A. nigrocincta, dagegen hat die Drohnenzelle eine Öffnung ohne eine Wachskappe. Königinnen von A. nigrocincta legen auch mehr Drohneneier als Königinnen von A. cerana.
Die beiden Species bevorzugen auch verschiedene Zeiten zum Sammeln von Pollen.
A. nigrocincta wird ebenfalls von der Varroamilbe befallen.